# Ларсен, Эсбен Лунде
Эсбен Лунде Ларсен (дат. Esben Lunde Larsen; род. 14 ноября 1978, Рингкёбинг-Скьерн, Центральная Ютландия) — бывший датский политический и государственный деятель. Член Либеральной партии («Венстре»). В прошлом — министр охраны окружающей среды и по вопросам продовольствия Дании (2016—2018), министр высшего образования и науки Дании (2015—2016), депутат фолькетинга (2011—2018).

## Биография
Родился 14 ноября 1978 года в больнице в Тарме в коммуне Скьерн (с 2007 года — Рингкёбинг-Скьерн), в семье фермера Кнуда Хельге Ларсена (Knud Helge Larsen) и офисной помощницы Анны Греты Ларсен (Anna Grethe Larsen).
В 1998 году окончил гимназию в Тарме. Учился в норвежском Миссионерском колледже (Misjonshøgskolen) в Ставангере, управляемом лютеранской Церковью Норвегии. После четырёх лет обучения, в 2006 году перевёлся на теологический факультет Копенгагенского университета, где в 2008 году получил степень кандидата наук по теологии (Cand.theol.). В 2013 году получил там же докторскую степень в области бизнеса (Erhvervs-ph.d.).
В 1998—1999 годах работал внештатным учителем в интернате Sædding Efterskole в Скьерне, управляемом Лютеранской миссией. В 2001—2005 годах преподавал в лютеранском институте Dansk Bibel-Institut в Копенгагене. В 2001—2007 годах работал сотрудником парламентской группы Либеральной партии в Кристиансборге (здании фолькетинга).
В 2012 году был священником в приходе Бёвлинг в коммуне Лемвиг в диоцезе Виборга лютеранской Церкви Дании.
В 1995 году присоединился к молодёжной организации Либеральной партии.
В 2006 году избран в совет коммуны Рингкёбинг-Скьерн. Был членом совета (2006—2013), заместителем мэра (бургомистра) (2009—2013), председателем Комитета образования (2009—2013). Также был членом Бизнес-парка Рингкёбинг-Фьорд (Ringkøbing Fjord Erhvervsråd) (2009—2013), председателем хосписа Anker Fjord Hospice (2014—2015). 
В 2008 году баллотировался как кандидат от Либеральной партии в округе Рингкёбинг. По результатам парламентских выборов 2011 года избран депутатом фолькетинга в многомандатном избирательном округе Западной Ютландии, получил 10 183 голосов. Был членом правления парламентской группы Либеральной партии, в 2012—2015 годах — партийный докладчик (ordfører) по высшему образованию и науке, в 2011—2013 годах — по государственной поддержке образования (SU). Был членом парламентского Комитета по делам Европы и Комитета охраны окружающей среды (2013—2015), а также Комитета высшего образования и науки, Комитета продовольствия, сельского хозяйства и рыболовства и Комитета сельских районов и островов (2011—2015). По результатам парламентских выборов 2015 года переизбран, получил 10 834 голосов.
Эсбен Лунде Ларсен был обвинён в том, что, будучи депутатом, оказал давление на датский транспортный регулятор Trafikstyrelsen в деле о реконструкции ветряной электростанции у аэропорта Стаунинг в коммуне Рингкёбинг-Скьерн, акционерами которой являются его отец и брат.
28 июня 2015 года получил портфель министра высшего образования и науки Дании в правительстве под руководством Ларса Лёкке Расмуссена, лидера Либеральной партии. Оказывался в центре скандалов: его обвиняли в плагиате докторской диссертации, в предоставлении неверных сведений в резюме, а также чрезмерной религиозности. Отвечал за проект жёсткой экономии на образовании. Объявленная экономия в 2 % в течение 4 лет оценивается в 8,7 млрд датских крон. С 29 февраля 2016 года занимал пост министра охраны окружающей среды и по вопросам продовольствия Дании. Сменил Еву Кьер Хансен, которая 27 февраля подала в отставку на фоне скандала после принятия нового закона о сельском хозяйстве, объяснив свое решение тем, что она «не хочет стоять на пути правительства». Вакантное место министра высшего образования и науки заняла Улла Торнас, депутат Европейского парламента. Сохранил пост министра охраны окружающей среды и по вопросам продовольствия Дании в следующем правительстве под руководством Ларса Лёкке Расмуссена, сформированном 28 ноября 2016 года. Подвергся сильной критике (næse) со стороны фолькетинга в связи делом так называемых «королей квот» (kvotekonger) — крупных промышленных рыбаков, которые получают значительные объёмы рыболовных квот. Депутаты решили, что министр недостаточно проинформировал их о возможной стратегии борьбы с «королями квот». 7 августа 2017 года было создано Агентство по рыболовству (Fiskeristyrelsen), переданное Министерству иностранных дел Дании под руководством Карен Эллеманн. 1 мая 2018 года Эсбен Лунде Ларсен объявил об отставке, одновременно с министром высшего образования и науки Дании Сёреном Пиндом. Оба министра объяснили свои шаги личными причинами и желанием уйти из политики и посвятить себя другой деятельности. 2 мая его сменил Якоб Эллеманн-Енсен.
1 октября 2018 года Эсбен Лунде Ларсен покинул фолькетинг, чтобы работать научным сотрудником в американском аналитическом Институте мировых ресурсов (World Resources Institute, WRI), основанной Джеймсом Густавом Спетом в Вашингтоне. В 2021 году его повысили до недавно созданной должности директора по вопросам религии и устойчивого развития.
Когда правительство Дании внесло в фолькетинг 14 марта 2012 года законопроект об однополых браках, Эсбен Лунде Ларсен заявил, что  брак — «это союз исключительно между мужчиной и женщиной». 7 июня фолькетинг принял закон.
Совершил каминг-аут на неделе прайда в Копенгагене в 2023 году:
Как гей, я, конечно, хотел бы подчеркнуть важность свободы быть тем, кто вы есть, и любить того, кого вы хотите. И [важность] праздновать это. Нужно бороться за распространение этой свободы по всему миру.

## Награды
11 апреля 2018 года стал командором ордена Данеброг.